# Ludwigshafen
Ludwigshafen je grad u Njemačkoj. Nalazi se na rijeci Rajni i sa 165.560 stanovnika (2011.) drugi je grad po veličini u pokrajini Porajnje-Falačka, iza Mainza, te 46. grad po veličini u Njemačkoj.
Nasuprot njemu, na desnoj obali Rajne nalazi se grad Mannheim, a u blizini su i Heidelberg (~25 km jugoistočno), Karlsruhe (~50 km južno) i Mainz (~60 km sjeverno). Francuska je granica udaljena 50-ak km u smjeru jugozapada.
Poznat prvenstveno kao industrijski grad, Ludwigshafen je dom kemijskog diva BASF, kao i mnogih drugih tvrtki. Rodno je mjesto bivšeg njemačkog kancelara Helmuta Kohla i filozofa Ernsta Blocha.

## Gradovi prijatelji
- Antwerpen, Belgija
- Dessau, Njemačka
- Havering, Ujedinjeno Kraljevstvo
- Lorient, Francuska
- Pasadena, Kalifornija, SAD
- Sumgajit, Azerbajdžan

## Vanjske poveznice
- Službena stranica  Arhivirana inačica izvorne stranice od 26. kolovoza 2012. (Wayback Machine) (njem.)

### Ostali projekti
|  | Zajednički poslužitelj ima još gradiva o temi Ludwigshafen |